# Matthias Koch (Heimatdichter)

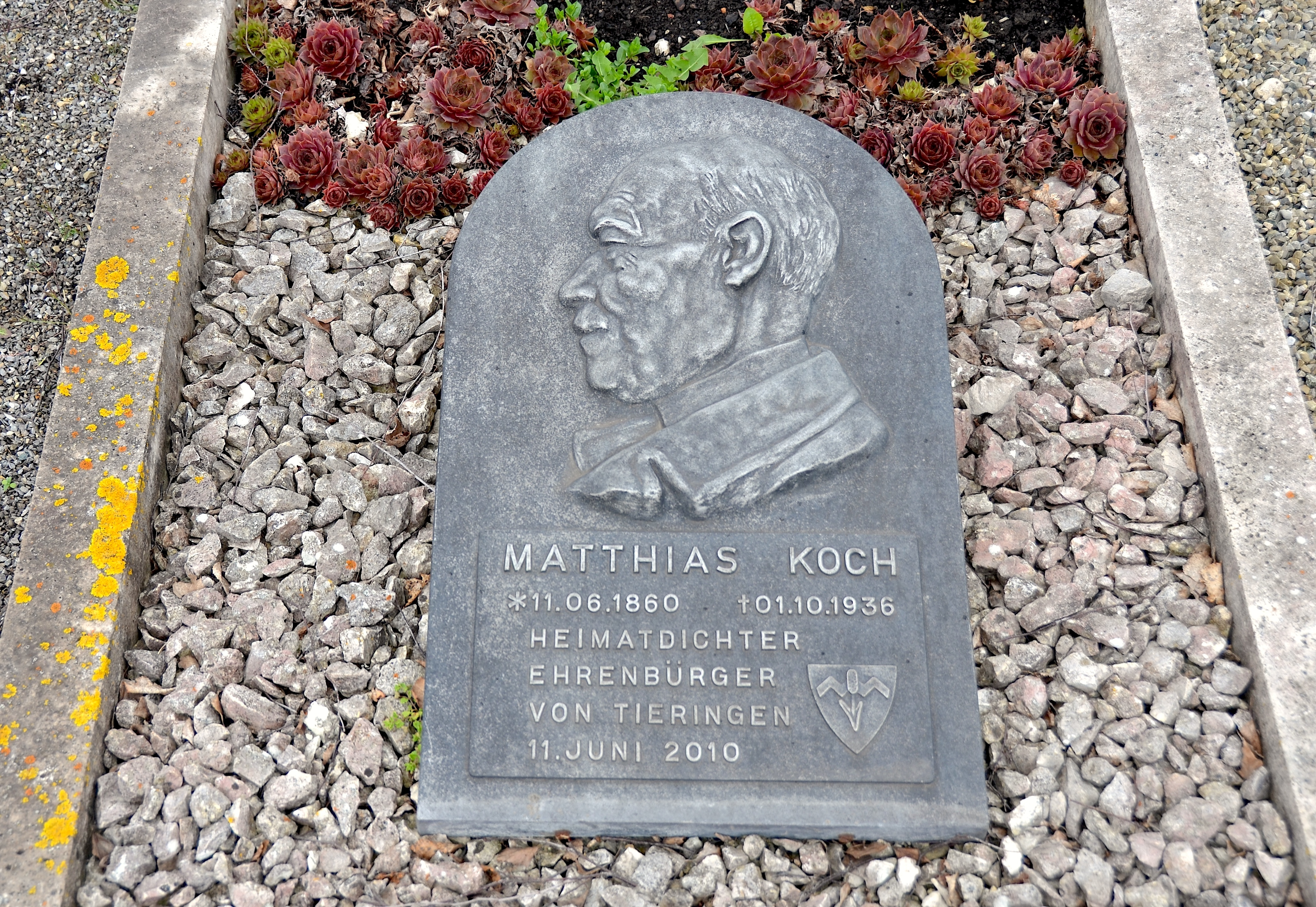
Gedenkstein auf dem Friedhof in Tieringen

Matthias Koch (* 11. Juni 1860 in Tieringen, heute ein Ortsteil von Meßstetten; † 1. Oktober 1936 in Tübingen) war ein schwäbischer Heimatdichter und Mundartautor.

## Biographie
Matthias Koch wurde am 11. Juni 1860 als viertes Kind einer in ärmlichen Verhältnissen lebenden Familie in Tieringen geboren. Während der Vater noch vor der Geburt seines Sohnes einem Lungenleiden erlag, pflegte Koch zeitlebens ein inniges Verhältnis zu seiner Mutter, das sich auch in seinem literarischen Werk vielfach niederschlug.
Da sich Koch nach einer Mechanikerlehre in diesem Beruf bald unterfordert sah, besuchte er mit 18 Jahren das Evangelische Privatlehrerseminar Lichtenstern. Nachdem er im Jahr 1884 die zweite Dienstprüfung absolviert hatte, erhielt er im Folgejahr eine feste Stelle an der Tieringer Volksschule. Dort verblieb er bis zu seiner Versetzung nach Waiblingen im Jahre 1892, wo er seine spätere Frau Klara Fischer kennenlernte. Koch widmete ihr seinen ersten Gedichtband Schlichte Lieder und setzte ihr mit dem Gedicht „Klärchen am Fensterbrett“ ein kleines literarisches Denkmal. Aus der Ehe gingen 12 Kinder hervor. Nachdem Koch nach Tübingen gezogen war, lernte er den Ästhetik-Dozenten Erich Heyfelder kennen, der künftig als Mentor den Dichter förderte.
Kochs Gedichte wurden zunächst in verschiedenen Zeitungen abgedruckt und positiv aufgenommen. In seinem Geburtsort Tieringen, wo sich einige Bürger durch Kochs Verse verspottet fühlten, wurde seine Dichtung zunächst reserviert aufgenommen. 1913 erschien mit dem Gedichtband Kohlraisle Kochs erfolgreichstes Werk, das noch 1980 in 4. Auflage neu erschien. Zunehmend würdigte man auch in Tieringen das Werk des Heimatdichters, dem 1927 der Ehrenbürgerbrief der Gemeinde verliehen wurde. Auf Kochs expliziten Wunsch hin fand er nach seinem Tode 1936 in Tieringen seine letzte Ruhestätte im Grab seiner Mutter.

## Werke

### Hochdeutsche Gedichte
Mit der Sammlung Schlichte Lieder (1893) legte Matthias Koch seinen ersten und einzigen Band hochdeutscher Gedichte vor. Trotz positiver Resonanzen auf die Lieder ließ sich Koch, insbesondere auf Anraten seines Mentors, Erich Heyfelder, überzeugen, künftig in seinem schwäbischen Dialekt zu dichten.

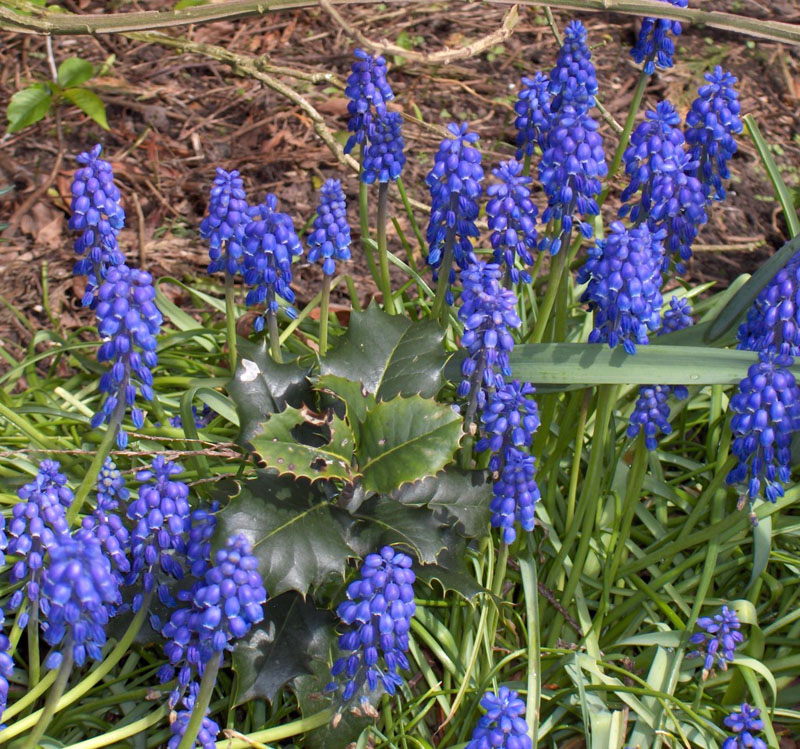
„Kohlraisle“

### Mundartgedichte
In der Folge verfasste Koch Gedichte in schwäbischer Mundart und erzielte mit dem Band Kohlraisle (1913) seinen größten Erfolg. Mit seinen Gedichten setzte er seiner Heimat ein Denkmal (vgl. das Gedicht Diarenga). Der literarisch tätige Pfarrer Karl Hesselbacher urteilte: „Diese köstlichen Dialektgedichte sind viel mehr als die übliche Dialekt-Gedichtliteratur. Statt lustig gereimter Anekdoten gibt dieser Dichter etwas Großes: Dorfbilder, aus denen der Charakter des Volkes hell und scharf umrissen herausblickt.“ Der Gedichtband Dondrisch druf  fällt thematisch aus dem Rahmen des sonstigen Werkes Kochs. Diese schwäbischen Kriegsgedichte erschienen 1915 und gaben einer fast allgemeinen Kriegsbegeisterung zu Beginn des Ersten Weltkriegs denkwürdigen Ausdruck.

### Prosa
Nach dem Ende des Ersten Weltkrieges hat sich Koch verstärkt prosaisch betätigt. In den fortan publizierten Texten beschrieb er das dörfliche Leben auf der Schwäbischen Alb. Kochs Prosa ist unter den Titeln Albleut (1917), In den Bubenhosen (1918) und Allerhand Kostgänger (1921) erschienen. In diesen „Dorfbildern“ und „Dorfgeschichten“ wird das ländliche Leben nicht nur als Idylle gezeichnet, sondern auch sozialkritisch ausgeleuchtet, so z. B. im Gedicht D Klei'häusler, das den gönnerhaften Umgang der örtlichen Großbauern mit den ärmeren Bewohnern des Dorfes als fragwürdige politische Praxis satirisch beschreibt. Bestimmende Themen sind das agrarisch und religiös geprägte Leben der Dorfbevölkerung auf der Schwäbischen Alb.

## Sprache
Kochs literarisches Werk, das thematisch immer mit seiner Heimat Tieringen und der Zollernalb verknüpft war, ist eng mit dem Schwäbischen Dialekt verbunden. Die Gedichte sind (bis auf Schlichte Lieder) in der heimatlichen Mundart des Balinger Raumes gehalten, die der Dialektgruppe des Südwestschwäbischen zuzuordnen ist. Die damit geleistete Dokumentation des Regionaldialekts macht die Gedichte gleichzeitig zu einer interessanten Quelle für Forschungen der Dialektologie.

## Wirkung und Nachleben
Der Schriftsteller Ludwig Finckh stellte 1913 im Stuttgarter Neuen Tagblatt fest, seit Michael Richard Buck „haben wir keinen so eigenartig starken Dichter unserer Mundart gehabt. Sein Bändchen Kohlraisle bringt Matthias Koch an eine allererste Stelle in der schwäbischen Dialektgeschichte.“ Ebenso lobte Bruno Wille in den Propyläen nach der Veröffentlichung von In den Bubenhosen (1918): „Etwas Klassisches hat diese Darstellung, weil sie von ehrlicher Sachlichkeit und lebendiger Plastik ist.“ und Wilhelm Schussen kommentierte den Band Albleut (1917) im Schwabenspiegel mit den Worten: „Ein Stück intimster, hocherfreulicher Heimatkunst, das auch literarisch bestehen kann. Der Segen und Duft froh ertragener äußerer Armut liegt wie ein himmlischer Hauch über dem beglückenden Büchlein.“
In Tieringen sind Kochs Andenken der Matthias-Koch-Weg und eine Abteilung des Heimatmuseums gewidmet. Auch in Tübingen ist im Stadtteil Österberg der Matthias-Koch-Weg nach ihm benannt.

## Werkverzeichnis
- Kohlraisle. Gedichte von der Balinger Alb. Stuttgart (Deutsche Verlags-Anstalt) 1913; 2. vermehrte Auflage Stuttgart (Bonz & Comp.) 1930; 3. Auflage Tübingen (Schlichtermeyer) 1957; 4. Auflage Reutlingen (Knödler) 1980 (Vermehrte Neuausgabe, Titel jetzt: Kohlraisle. Gedichte und Geschichten von der Hohen Schwabenalb.)
- Dondrisch Druf! Schwäbische Kriegsgedichte. Tübingen (Verlag der Buchhandlung Kloeres) 1915.
- Albleut'. Geschichten vom Heuberg. Stuttgart (Strecker und Schröder) 1917; 2. und 3. Auflage 1918.
- Meine Schlüsselbüchse. In: Dreizehn aus Schwaben. Fröhliche Geschichten schwäbischer Erzähler. Stuttgart (Strecker und Schröder) 1917, 69–73.
- In den Bubenhosen. Heitere Geschichten. Stuttgart (Strecker und Schröder) 1918.
- Allerhand Kostgänger. Geschichten aus vergangenen Tagen. Stuttgart (Strecker und Schröder) 1921.
- Dich mein stilles Tal grüß ich tausendmal! Eine Auslese aus meinen Schriften. Tübingen (Verlag der Schwäbischen Jugendherbergen) 1925.
- Wo a' klei's Hüttle steht. Einleitung von Adolf Daniel. Balingen (Daniel) und Stuttgart (Koch, Neff & Oetinger) 1930.
- Christkindles-Geschichten. Tübingen (Höhn) 1933; Grafenau (Walter-Verlagsinstitution) ²1976.
- Dorfgeschichten. Zusammengestellt von Hildegard Hagmayer und Klara Sauer. Meßstetten (sicoff-druck) 1998.
- Volkskundliche Überlieferung in Thieringen – Redensarten, Gruß und Antwort, Höflichkeitsformeln. Komplizierte Handschrift, zudem Dialekt, der Text ist teilweise nicht entzifferbar.